# 國中十四章
《國中十四章》，於1983年發行，由呂繼尚編劇和林鷹執導的台灣電影。故事內容講述民風保守時代青少年的成長問題。

## 電影名稱
片名取自中華民國國立編譯館國民中學一年級健康教育教科書第十四章，此章介紹男女性器官，當時民風保守，不論男女老師上課時總是輕描淡寫帶過。

## 劇情大綱
男老師林鵬和女老師何婉珍在課堂上講述健康教育第十四章時總覺得相當尷尬和困擾，因為正值青春期的學生們總會提出各式各樣難以回答的問題。班上阿隆、小維和歐羅飛三個男生，總是調皮搗蛋、專門惹事生非，也喜歡捉弄女生。一天，他們邀了小玫、玉珍、月琴和桂芬四名女生到家裡跳舞，而阿隆和小玫也互相產生愛慕之意。某日，小玫誤以為接吻會懷孕，而阿隆三男也傻呼呼地信以為真，急忙湊錢欲解決麻煩，因此惹出許多風波。

## 主要演員
- 張佩華 飾演林鵬老師
- 鈕承澤 飾演童阿龍
- 庹宗華 飾演魯何平(綽號滷蛋)
- 歸亞蕾 飾演校長
- 林秀玲 飾演李月琪
- 夏玲玲 飾演何婉珍老師
- 蘇明明
- 魏伯勤 飾演歐羅飛
- 石英
- 陸一龍
- 高培鈞
- 魏平澳 飾演婦產科醫師

## 外部連結
- 開眼電影網上《國中十四章》的資料（繁體中文）
- 香港影庫上《國中十四章》的資料（繁體中文）
- 豆瓣电影上《國中十四章》的資料 （简体中文）